# Buczki (Ukraina)
Buczki – wieś na Ukrainie, w obwodzie czernihowskim, w rejonie nowogrodzkim.